# Saint-Georges-Motel
Saint-Georges-Motel is een gemeente in het Franse departement Eure (regio Normandië) en telt 950 inwoners (1999). De plaats maakt deel uit van het arrondissement Évreux.

## Geografie
De oppervlakte van Saint-Georges-Motel bedraagt 5,0 km², de bevolkingsdichtheid is 190,0 inwoners per km².
De onderstaande kaart toont de ligging van Saint-Georges-Motel met de belangrijkste infrastructuur en aangrenzende gemeenten.

## Demografie
Onderstaande figuur toont het verloop van het inwonertal (bron: INSEE-tellingen).